# Gratisprogram
Gratisprogram eller freeware är datorprogram som är kostnadsfria att använda. Till skillnad från spridprogram (shareware) kan gratisprogram användas obegränsad tid och obegränsat antal gånger. I allmänhet avser gratisprogram kostnadsfri proprietär programvara, det vill säga program där användaren inte har tillgång till och rätt att ändra i källkoden. Vanligen innefattas således inte fri programvara i begreppet.
Gratisprogram kan spridas helt enkelt för att programskaparen vill att många ska kunna använda programmet. Numera är de ofta reklamfinansierade annonsprogram, och döljer ibland även spionprogram. Gratisprogram kan också vara begränsade eller äldre versioner av ett program, som syftar till att marknadsföra fullversionen (betalversionen) av samma program. Också fulla versioner av ett program kan spridas kostnadsfritt av motsvarande orsaker för att främja försäljningen av relaterade program eller maskinvara.
Tillverkaren kan ibland kräva att användaren skickar ett vykort till programmeraren, gör en god gärning eller något liknande, eller uppmuntra till en frivillig gåva till utvecklaren. Tillverkaren kan ha satt upp regler för hur programmet får användas kostnadsfritt, såsom "endast för icke-kommersiellt bruk".
Ibland finns det möjlighet att frivilligt donera pengar till utvecklaren.

## Historia
Begreppet freeware användes först av Andrew Fluegelman då han 1982 hade skapat programmet PC-Talk, men inte var villig att betala de kostnader som traditionell försäljning på den tiden var förknippade med. Istället gav han bort sitt program till användarna under beteckningen freeware och sa att de fick betala en summa pengar om de tyckte om det. Senare gick Fluegelman ihop med Jim Button och Bob Wallace och övergav beteckningen freeware i sin marknadsföring till förmån för Wallaces beteckning shareware. Ordet freeware kvarstår dock och är mycket spritt på internet, men har idag en något annorlunda betydelse.
Gratisprogram och shareware var kring 1990 vanligt i datormiljöer där få användare hade tillgång till kompilatorer, och spreds där altruistiskt på samma sätt som fri programvara i Unix-miljöer. De var då särskilt vanliga i universitetssammanhang.
Kända exempel på kommersiella gratisprogram är Adobes Acrobat Reader, som spreds gratis för att sprida PDF-formatet, och Microsofts Internet Explorer, som spreds gratis för att konkurrera ut Netscape Navigator.

## Andra distributionsmetoder
- Shareware är liksom freeware kostnadsfri, men med en stor skillnad; det är programmens "utvärderingsperiod" som är gratis, vill man nyttja programmet efter att tidsperioden löpt ut så skall man betala för detta.

- Fri programvara (engelska free software) är inte att förväxla med freeware då ordet "free" i de båda fallen har olika innebörd. I freeware syftar ordet "free" på att programmet är gratis, i free software på en rad "friheter" som programmet måste uppfylla, bland annat rätten att ändra i programmet och sprida ändrade versioner. Fri programvara behöver inte vara gratis.